# Can Déu Nostro Senyor
Can Déu Nostro Senyor és una obra del municipi d'Anglès inclosa en l'Inventari del Patrimoni Arquitectònic de Catalunya.

## Descripció
Casa medieval de tres plantes entre mitgeres, coberta amb vessant de dues aigües a façana i situada al costat dret del carrer d'Avall. Respon a la tipologia de casa medieval. La planta baixa té dues obertures, una finestra rectangular reformada i amb reixat de ferro i la porta principal. Aquesta està emmarcada amb un arc de mig punt de grans dovelles i conserva, a la dovella clau, restes d'un baix relleu. El primer pis consta de dues finestres, una més gran que l'altra. La més gran està emmarcada amb ampit, muntants i llinda de pedra amb inscripció gravada. El segon pis té una galeria o badiu de tres finestres en forma d'arcs de mig punt amb pilars i impostes de rajol. La finestra central és més gran que les laterals.
La façana va rebre, a finals del segle xix, un arrebossat pintat d'un color ocre taronjat amb motius rectangulars vermellosos.

## Història
A la dovella clau de la porta principal existeix un baix relleu deteriorat on s'aprecia la data de 1638 i la figura d'una au rapaç (potser una àliga) amb les ales desplegades i en acció de menjar. A la llinda de la finestra major del primer pis hi ha la inscripció següent: «16 PETRVS IHS BECH DEV 40», és a dir, «en nom de Déu, Pere Bech Déu, 1640».